# Jabal Ar Rahrah
Jabal Ar Rahrah (en árabe: جبل الراعي‎, romanizado: Jabal Ar Raḩraḩ) es un pico enclavado en la cordillera de las Montañas Al Hajar, al noreste de los Emiratos Árabes Unidos, en el Emirato de Ras al Jaima.
Tiene una elevación de 1.691 m s. n. m., y está situado íntegramente en territorio de los Emiratos Árabes Unidos, en las coordenadas 25.94419°N, 56.15219°E.

## Geografía
Jabal Ar Rahrah es la montaña más alta de Emiratos Árabes Unidos situada íntegramente en su territorio, a 3,37 kilómetros al suroeste del Jebel Jais / Jabal Bil ‘Ays (1.911 m s. n. m.), cuya cima se encuentra, sin embargo, en la Gobernación de Musandam, en territorio del Sultanato de Omán, a 400 metros de distancia del límite fronterizo con Emiratos.

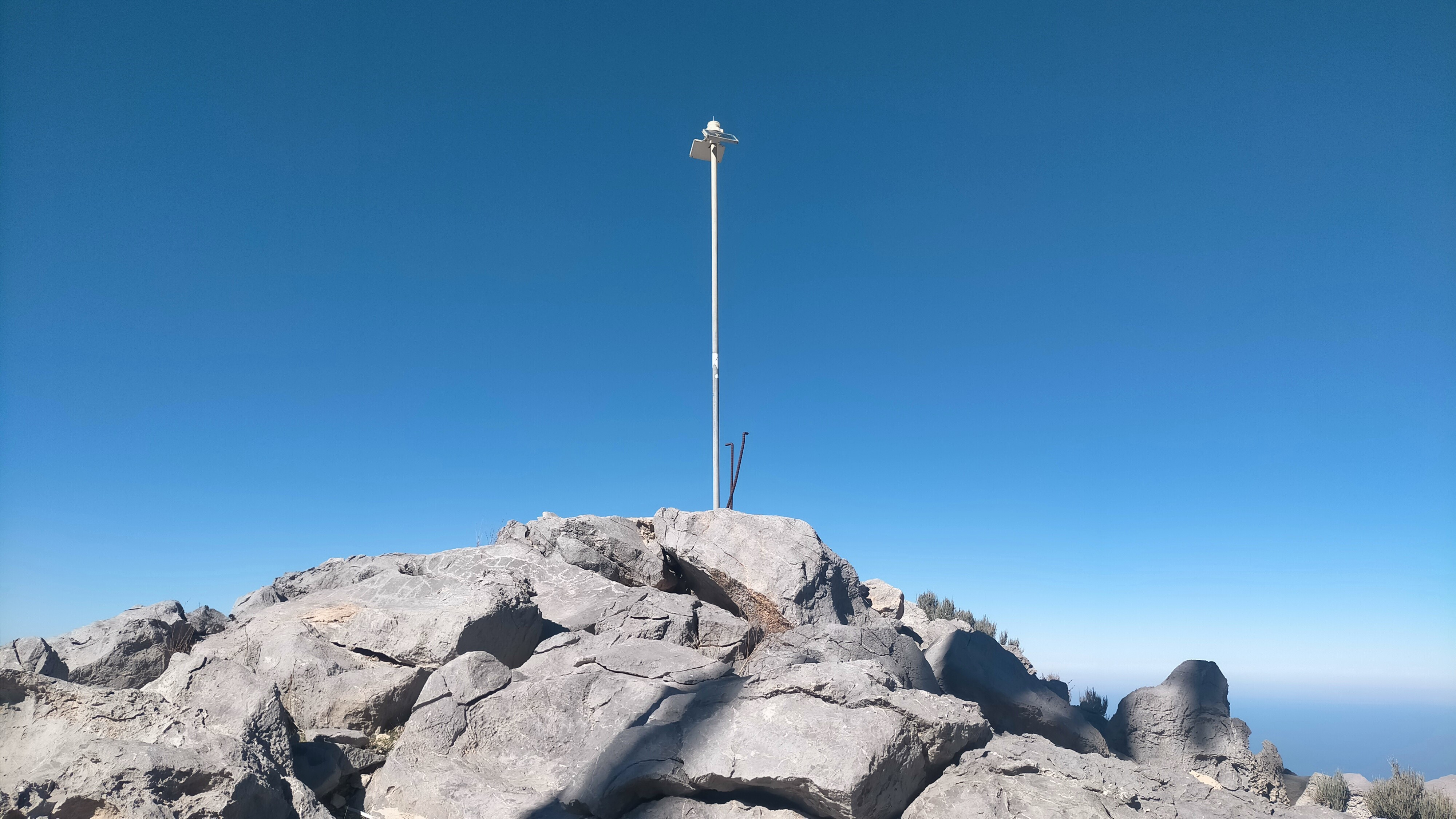
Cima del Jabal ar Rahrah

La altitud del Jabal Ar Rahrah puede parecer modesta, si se compara con lugares montañosos en otras partes del mundo, pero teniendo en cuenta que gran parte del país tiene un relieve predominantemente llano, Jabal Ar Rahrah representa una excepción notable.
La cima del Jabal Ar Rahrah está parcialmente ocupada por una antena de comunicaciones, pero es perfectamente accesible siguiendo hacia el noreste un sendero peatonal que parte del Rahabah North Col (1.223 m s. n. m.), en el que actualmente hay instalados unos miradores y un área de servicios, identificada comercialmente con el nombre de Viewing Deck Park.
Desde el Jabal Ar Rahrah parte hacia el suroeste una cresta montañosa de casi 11 kilómetros de longitud, conocida como Jabal Ar Rahrah Ridge, que delimita la divisoria de las aguas entre las que fluyen hacia el Wadi Ghalilah y al Wadi Shah o Wadi Shehah, a través de sus respectivos afluentes, y que pasa, entre otras cimas, por el Jabal Shintal (1.435 m), Jabal Rahabah (1.543 m) y Jabal Naqat (900 m).

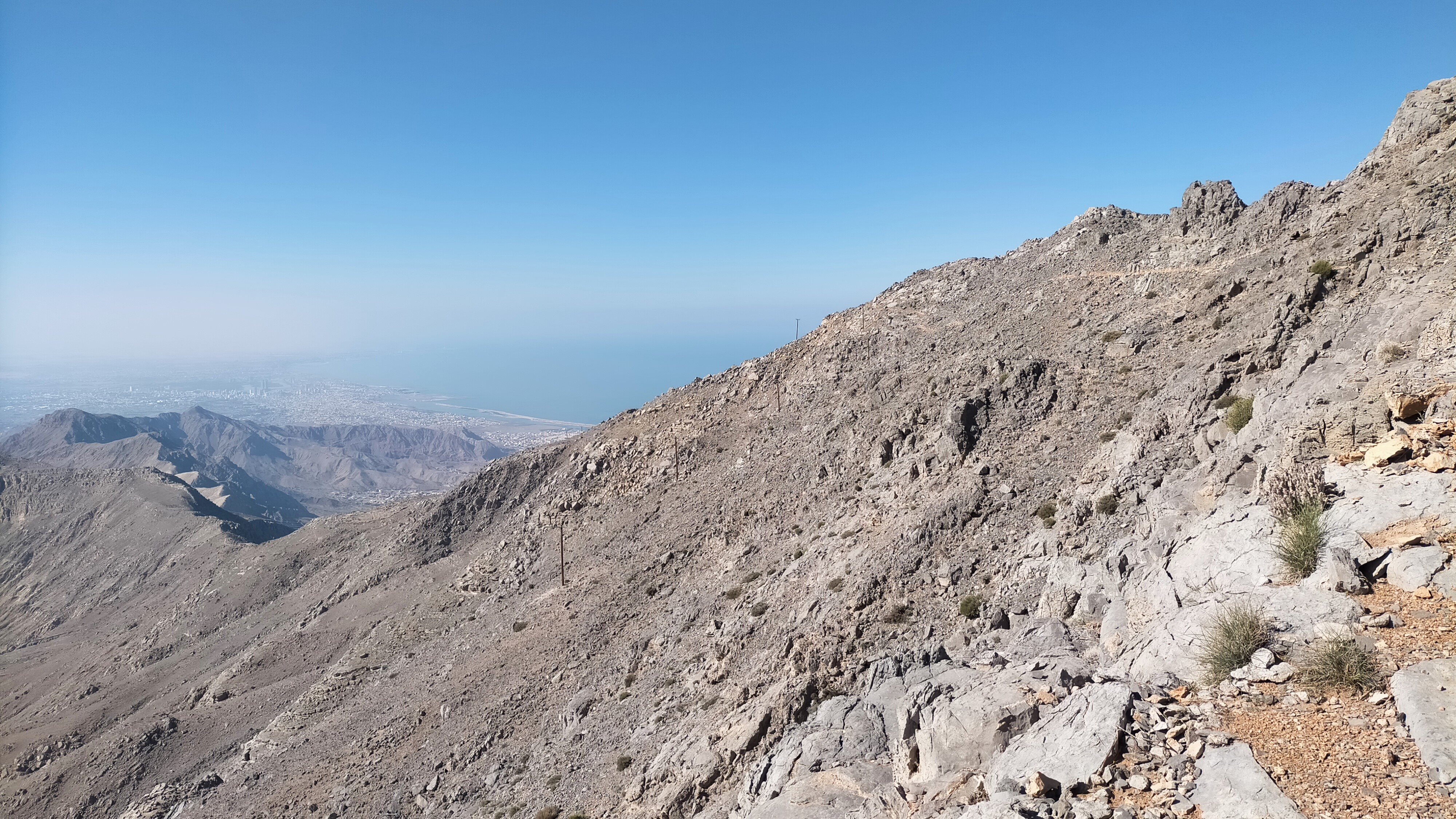
Vista de la cresta o cadena montañosa que se extiende hacia el suroeste, desde el Jabal Ar Rahrah hasta el Wadi Naqat

En la vertiente occidental del Jabal Ar Rahrah nace el Ghalil Al Yafar, importante afluente por la izquierda del Wadi Jib, y subafluente del Wadi Shah o Wadi Shehah.

## Toponimia
Nombres alternativos:	Jabal Rahah, Jabal Rāḩah, Jabal Ar Rahrah, Jabal ar Raḩraḩ.
El nombre del Jabal Ar Rahrah aparece registrado en los documentos y mapas elaborados entre 1950 y 1960 por el arabista británico, cartógrafo, militar y diplomático Julian F. Walker, con motivo de los trabajos realizados para el establecimiento de las fronteras entre los entonces denominados Estados de la Tregua, completados más tarde, por el Ministerio de Defensa del Reino Unido, con mapas a escala 1:100 000 publicados en 1971.
Consta asimismo, con la grafía Jabal Ar Raḩraḩ, en el Atlas National de los Emiratos Árabes Unidos.

## Población
El área geográfica del Jabal Ar Rahrah estuvo poblada históricamente por la tribu Bani Shatair (en árabe: بني شطير‎), una de las dos secciones principales de la tribu seminómada Shihuh, que ocupaba, entre otros territorios, la zona tribal de Bani Bakhit.

### Mapas y bibliografía
- Julian Fortay Walker (1958) - Sketch map drawn by Julian Walker for boundary delimitation: Ras Al Khaimah - The National Archives, London, England
- Map of Trucial States, Muscat and Oman - Rams - Scale 1:100 000 - Published by D Survey, Ministry of Defence, United Kingdom (1971) - Edition 3-GSGS - The National Archives, London, England
- Heard-Bey, Frauke (2005). From Trucial States to United Arab Emirates : a society in transition. London: Motivate. ISBN 1860631673. OCLC 64689681.
- Lorimer, John (1915). Gazetteer of the Persian Gulf. British Government, Bombay. p. 735.
- Said., Zahlan, Rosemarie (2016). The Origins of the United Arab Emirates : a Political and Social History of the Trucial States. Taylor and Francis. p. 51. ISBN 9781317244653. OCLC 945874284.